# Chris Brochu
Chris Brochu (Fayetteville, Carolina del Norte; 25 de junio de 1989) es un actor y cantante estadounidense. Es conocido por interpretar a Ray Beech en la película Disney Channel Lemonade Mouth.

## Biografía
Tiene una hermana, Kate, y un hermano, Doug, quien también es actor y es conocido en la televisión por apariciones en iCarly, Zoey 101, The Replacements, y Pair of Kings, y tiene un papel principal de Sonny With a Chance y So Random!.

## Carrera
Él es exvocalista y compositor de la banda Fall Into Faith, Brochu ha aparecido en muchas películas.
En 2007, él apareció como Dex en Hannah Montana en el episodio "I am Hannah, Hear Me Croak". Más tarde ese año, apareció en un video titulado Pose Down como adolescente Brian. También ha aparecido como extras en Zoey 101 y en Unfabulous.
En 2008, él apareció como Riley en Solar Flare. Al año siguiente, en 2009, él apareció como joven Jane en The Mentalist en el episodio "Throwing Fire". Interpretó a Roman Maizes en Melissa & Joey en el episodio #3.24. 
Protagonizó su segunda película, Soul Surfer como Timmy en 2011. También en el 2011, apareció en Lemonade Mouth como antagonista. En su segunda película para televisión, protagonizó Truth Be Told, como Kenny Crane.
Obtuvo el papel recurrente de Luke, un estudiante gay en la quinta temporada de The Vampire Diaries.

## Filmografía

### Películas
| Año  | Título         | Personaje         | Notas                                |
| ---- | -------------- | ----------------- | ------------------------------------ |
| 2008 | Pose Down      | Adolescente Brian | Coprotagonista; directo a DVD        |
| 2008 | Solar Flare    | Riley Smither     | Rol principal; hecha para televisión |
| 2011 | Soul Surfer    | Timmy Hamilton    |                                      |
| 2011 | Lemonade Mouth | Ray Beech         | Disney Channel Original Movie        |
| 2011 | Truth Be Told  | Kenny Crane       | Rol principal; hecha para televisión |

### Televisión
| Año  | Título              | Personaje                | Notas                                                                                          |
| ---- | ------------------- | ------------------------ | ---------------------------------------------------------------------------------------------- |
| 2007 | Unfabulous          | Chico                    | Secundario; "The Two Timer" (temporada 3; episodio 6)                                          |
| 2007 | Zoey 101            | Chico en la preparatoria | Secundario; "Logan Gets Cut Off" (temporada 3; episodio 23)                                    |
| 2007 | Hannah Montana      | Dex                      | "I Am Hannah, Hear Me Croak" (temporada 2; episodio 5)                                         |
| 2009 | The Mentalist       | Joven Jane               | "Throwing Fire" (temporada 2; episodio 10)                                                     |
| 2011 | Melissa & Joey      | Roman Maizes             | "Young Love" (temporada 1; episodio 21) "Mel and Joe's Anniversary" (temporada 1; episodio 22) |
| 2011 | So Random!          | Él mismo                 | "Bridgit Mendler, Adam Hicks and Hayley Kiyoko" (temporada 1; episodio 16)                     |
| 2012 | Awake               | Chris Chapman            | "Ricky's Tacos" (temporada 1; episodio 7)                                                      |
| 2014 | The Vampire Diaries | Luke Parker              | Personaje recurrente                                                                           |
| 2017 | Dynasty             | Dale                     | "Miserably Ungrateful Men" (temporada 2; episodio 16)                                          |

## Discografía

### Como artista invitado
| Título                                                                                       | Año  | Tabla de posiciones | Álbum                 |
| Título                                                                                       | Año  | US                  | Álbum                 |
| -------------------------------------------------------------------------------------------- | ---- | ------------------- | --------------------- |
| "We Burnin' Up" (Adam Hicks featuring Chris Brochu)                                          | 2011 | —                   | sencillos no en álbum |
| "—" indica que no fue publicado o no se posicionó en las listas de éxitos en ese territorio. |      |                     |                       |

### Otras apariciones
| Canción                    | Año  | Álbum          |
| -------------------------- | ---- | -------------- |
| "And the Crowd Goes"       | 2011 | Lemonade Mouth |
| "Don't Ya Wish U Were Us?" | 2011 | Lemonade Mouth |

### Videos musicales
| Canción                                             | Año  | Director        |
| --------------------------------------------------- | ---- | --------------- |
| "And the Crowd Goes"[A]                             | 2011 | Patricia Riggen |
| "Don't Ya Wish U Were Us?"[A]                       | 2011 | Patricia Riggen |
| "We Burnin' Up" (Adam Hicks featuring Chris Brochu) | 2011 | Desconocido     |

Notas
- A ^ El videoclip fue tomado de las escenas de la película Lemonade Mouth.